# اقتصاد دگراندیشانه
اقتصاد دگراندیشانه (به انگلیسی Heterodox economics) نوعی از نگرش در علم اقتصاد است که اساس آن بر تحلیل و واکاوی اصول و مفاهیم بنیادین علم اقتصاد، جدا از جریان اصلی تفکر و مکاتب نهادینه شده دراین علم است. این واژه متضاد با واژه انگلیسی Orthodox به معنای هر جریان نهادینه شده به شکل سنتی است، اما واژه Heterodox به معنای نگرشی دگراندیشانه و متفاوت با جریان اصلی نهادینه شدهٔ سنتی آن است.

## عدم پذیرش اقتصاد نئوکلاسیک
نظریهٔ یکتایی به نام «نظریهٔ اقتصادی دگراندیشانه» وجود ندارد؛ تعداد زیادی «نظریه‌های دگراندیشانه» متفاوت موجودند. به هر روی، نقطهٔ اشتراک همگی آنها نفی سنت اقتصاد نئوکلاسیک به عنوان ابزار مناسب برای درک کارکرد زندگی اقتصادی و اجتماعی است. دلایل این عدم پذیرش ممکن است متفاوت باشد.
این جریانات فکری، اقتصاد نئوکلاسیکی را اقتصادی بسیار آرمان‌گرایانه می‌دانند که با واقعیات دنیای اقتصاد بسیار فاصله دارد بر همین اساس آنان اقتصاد نئوکلاسیک را رد کردند. از مهمترین عللی که سبب رد پذیرش مکتب نئو کلاسیک توسط دگراندیشان اقتصادی مطرح شد حول محورهای زیر است:
- یکی از اصول بنیادین و پذیرفته شدهٔ اقتصاد نئوکلاسیک فرض بر «عقلانیت عوامل اقتصادی " آن است در واقع، برای شمار زیادی از اقتصاددانان همچون بکر و هیرشلفر، این مفهوم برگرفته از رفتار حداکثرسازی منطقی است که مترادف با رفتار اقتصادی است. نئوکلاسیک‌ها، عقلانیت را بهینه‌سازی بیشتر و هرگونه استفاده از کالا و خدمات مطلوب می‌دانستند و اصل پایانی مطلوبیت را نیز هدف تعیین کرده بودند. هنگامی که مطالعات برخی از اقتصاددانان با فرض عقلانیت نئوکلاسیک همخوانی نداشت، آنها سعی در تجزیه و تحلیل محتوا خارج از مرزهای اقتصاد نئوکلاسیک کردند.
- نقدی دیگر که دگراندیشان به نئوکلاسیک‌ها وارد کردند، نگرش و تعریف آن‌ها از انسان بود. انسان معرفی شده از سوی نئوکلاسیک‌ها یک انسان خیالی بود که از واقعیت‌های بارز انسانی و اجتماعی‌اش کاملاً جدا و به دور بود.

## شاخه‌های اقتصاد دگراندیشانه

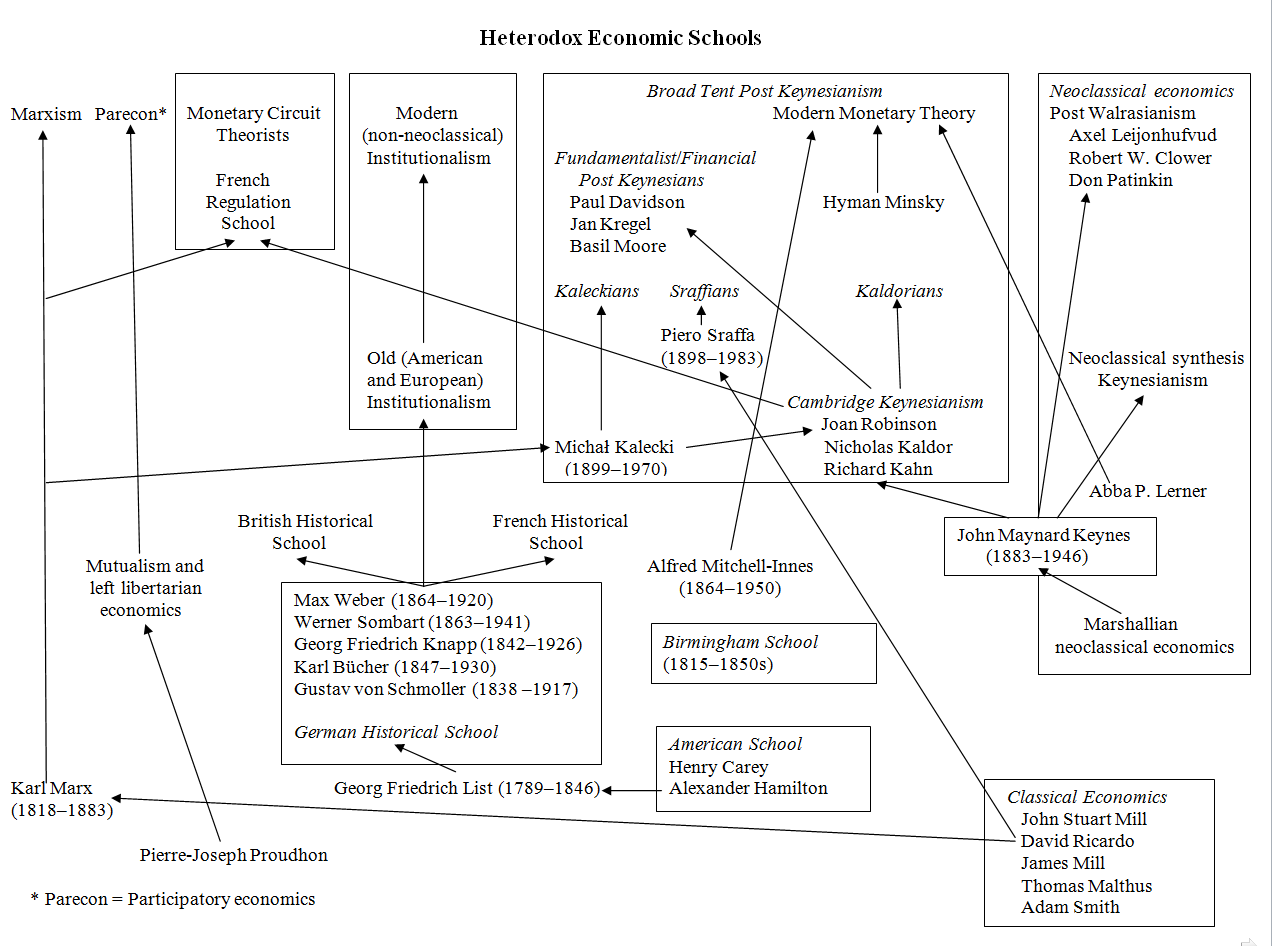
شاخه‌های اقتصاد دگراندیشانه.

اقتصاد دگراندیشانه یا نامتعارف، اصطلاحی عام است که توانایی پوشش نگرش‌ها و مکاتب گوناگون در علم اقتصاد همچون اقتصاد اشتراکی، فمینیسم اقتصادی، اقتصاد کِینزی، اقتصاد اسلامی و اقتصاد مارکسیسم را دارد. ریشهٔ این نگرش اقتصادی بازمی‌گردد به فرگشت اقتصاد نئوکلاسیک در میان ده‌های پنجاه تا هشتاد میلادی در سدهٔ نوزدهم میلادی که نظریه‌های دگراندیشانه همانند نظریهٔ جامعه گرایانه کارل مارکس در کتاب سرمایه و متعاقب با آن مکتب آمریکا چالشی بزرگ در برابر اقتصاد نئوکلاسیک به وجود آوردند.

## افراد برجسته نگرش دگراندیشانه
از معروف‌ترین اشخاص این نگرش اقتصادی می‌توان به اشخاصی همانند کارل مارکس، آلفرد ایشنر، تورستن وبلن، فردریک لی، پیتر سرفه و ها جون چانگ اشاره کرد.